# Danh sách Surah của kinh Qur'an
| #   | Tiêu đề Ả Rập  | Tiêu đề tiếng Việt                                                                                | Số câu (số Rukū) | Xuất xứ (Mecca hay Medina) | Sắp xếp theo Biên niên sử Ai Cập chuẩn | Sắp xếp theo Biên niên sử Nöldeke | Muqatta'at (chữ bị cô lập) | Tiêu đề đề cập đến | Chủ đề chính |
| --- | -------------- | ------------------------------------------------------------------------------------------------- | ---------------- | -------------------------- | -------------------------------------- | --------------------------------- | -------------------------- | ------------------ | --- |
| 1   | Al-Fatiha      | Khai đề                                                                                           | 7 (01)           | Mecca                      | 5                                      | 48                                |                            | Toàn bộ Surah      | - Các nguyên tắc cơ bản của kinh Qur'an trong một hình thức súc tích. |
| 2   | Al-Baqara      | Con bê cái                                                                                        | 286 (40)         | Medina                     | 87                                     | 91                                | Alif Lam Mim               | v. 67-73           | - Sự cần thiết của nhận thức về Thiên Chúa. - Các sai sót của các tín đồ của mặc khải trước đó. - Việc bãi bỏ tất cả các thông điệp trước đây. (câu 106) - Pháp lệnh pháp lý (đạo đức, quan hệ xã hội, chiến tranh, vv). - Abraham. - Kaaba. - Câu ngai vàng. (câu 255)                                                                       |
| 3   | Al Imran       | Gia đình của 'Imrán                                                                               | 200 (20)         | Medina                     | 89                                     | 97                                | Alif Lam Mim               | v. 33, 35          | - Bản chất con người của Jesus. - Tính duy nhất của Thượng đế - Đức tin và sự cám dỗ của con người. - Trận Uhud (3 AH). |
| 4   | An-Nisa        | Phụ nữ                                                                                            | 176 (24)         | Medin                      | 92                                     | 100                               |                            | Toàn bộ Surah      | - Sự thống nhất của nhân loại và các nghĩa vụ chung của người đàn ông và phụ nữ đối với nhau. (v. 1) - Quyền của phụ nữ. - Những câu hỏi liên quan đến đời sống gia đình (bao gồm cả hôn nhân và thừa kế). - Chiến tranh và hòa bình. - Mối quan hệ của các tín hữu với những kẻ ngoại đạo. - Sống chết vì Thượng đế (Jihad). (v. 95-97)      |
| 5   | Al-Ma'ida      | Chiếc bàn ăn                                                                                      | 120 (16)         | Medina                     | 112                                    | 114                               |                            | v. 112-114         | - Một loạt các pháp lệnh (bao gồm nghi lễ tôn giáo và nghĩa vụ xã hội). - Sự sai lạc trong các thông điệp ban đầu trong Kinh Thánh của người Do Thái và Kitô hữu. (câu 68-77, 116-118) |
| 6   | Al-An'am       | Gia súc                                                                                           | 165 (20)         | Mecca                      | 55                                     | 89                                |                            | v. 136ff.          | - Bản chất của con người Muhammad. (v. 50) - Tính duy nhất của Thượng đế (câu 100, 103) - Những mê tín trước thú vật thời kỳ tiền-Islam. (câu 136ff) |
| 7   | Al-A'raf       | Những cao điểm                                                                                    | 206 (24)         | Mecca                      | 39                                     | 87                                | Alif Lam Mim Sad           | v. 46, 48          | - Nhiệm vụ của các nhà tiên tri. - Adam, Eve và Iblis. (v. 16-25) - Các câu chuyện về Noah, Hud, Salih, Lot, Shuáyb và Moses. (câu 59-171) - Khế ước của Thượng đế với nhân loại. (câu 172) - Điều gì sẽ xảy ra với những người bỏ điệp của Chúa. (câu 175)                                                                                   |
| 8   | Al-Anfal       | Chiến lợi phẩm                                                                                    | 75 (10)          | Medinan                    | 88                                     | 95                                |                            | v. 1               | - Trận Badr (2 A.H.). - Học thuyết về sự hy sinh bằng hành động. |
| 9   | At-Tawba       | Hối cải                                                                                           | 129 (16)         | Medina                     | 113                                    | 113                               |                            |                    | - Vấn đề chiến tranh giữa các tín hữu và kẻ thù của họ. - Cuộc viễn chinh tới Tabuk (9 A.H.). - Những người không thể đạt tới đức tin. (câu 124-127) |
| 10  | Yunus          | Giona (Jonah)                                                                                     | 109 (11)         | Mecca                      | 51                                     | 84                                | Alif Lam Ra                | v. 98              | - Mạc khải của Kinh Koran tới Muhammad (không phải của Muhammad). (câu 15-17, 37-38, 94) - Tham chiếu với các tiên tri trước đó. - Giáo lý căn bản của đạo Islam. |
| 11  | Houd           | Hud                                                                                               | 123 (10)         | Mecca                      | 52                                     | 75                                | Alif Lam Ra                | v. 50-60           | - Các mặc khải của Đức Chúa Trời thông qua các tiên tri. - Thêm mấy mẩu chuyện về các tiên tri trước đó. |
| 12  | Yusuf          | Giuse                                                                                             | 111 (12)         | Mecca                      | 53                                     | 77                                | Alif Lam Ra                | Toàn bộ Surah      | - Câu chuyện về nhà tiên tri Giuse. |
| 13  | Ar-Ra'd        | Sấm sét                                                                                           | 43 (06)          | Medina                     | 96                                     | 90                                | Alif Lam Mim Ra            | v. 13              | - Mặc khải của Thiên Chúa, thông qua lời các tiên tri, về một số chân lý đạo đức cơ bản và các hậu quả của việc chấp nhận hay từ chối chúng. |
| 14  | Ibraheem       | Abraham                                                                                           | 52 (07)          | Mecca                      | 72                                     | 76                                | Alif Lam Ra                | v. 35-41           | - Mạc khải của lời Chúa cho tất cả nhân loại, nhằm dẫn con người từ bóng tối ra ánh sáng. |
| 15  | Al-Hijr        | Vùng núi Al-Hijr                                                                                  | 99 (06)          | Mecca                      | 54                                     | 57                                | Alif Lam Ra                | v. 80              | - Sự dẫn dắt của Thượng đế cho con người thông qua các mặc khải trong Kinh Qur'an, mà sẽ vẫn còn hiệu lực vĩnh viễn. (v. 9) |
| 16  | An-Nahl        | Ong mật                                                                                           | 128 (16)         | Meccan                     | 70                                     | 73                                |                            | v. 68-69           | - Tính trí tuệ của Thượng đế: - Những biểu lộ trong bản năng của loài ong. - Cực điểm: Những Hướng dẫn thông qua lời mạc khải của Ngài. |
| 17  | Al-Isra        | Chuyến đi đêm                                                                                     | 111 (12)         | Mecca                      | 50                                     | 67                                |                            | v. 1               | - Câu chuyện về Chuyến đi đêm huyền bí của Muhammad từ Mecca tới Jerusalem. - Những người con Israel. (câu 2-8, 101-104) |
| 18  | Al-Kahf        | Hang núi                                                                                          | 110 (12)         | Mecca                      | 69                                     | 69                                |                            | v. 13-20           | - Một loạt các dụ ngôn hoặc những câu tục về chủ đề của đức tin vào Thiên Chúa so với tập tin đính kèm quá nhiều đến đời sống của thế giới này. Bao gồm: - Những người trong hang (câu 13-20) - Người giàu và người nghèo (câu 32-44) - Moses và vị hiền giả giấu tên. (câu 60-82) - Những câu chuyện ngụ ngôn của ‘Dhu’l-Qarnayn (câu 83-98) |
| 19  | Maryam         | Maria                                                                                             | 98 (06)          | Mecca                      | 44                                     | 58                                | Kaf Ha Ya 'Ayn Sad         | v. 16-37           | - Câu chuyện về Zachariah và con trai ông Gioan, tiền thân của Jesus. (v. 2-15) - Câu chuyện về Maria và Jesus. (v. 16-37) |
| 20  | Ta-Ha          | Ta-Ha                                                                                             | 135 (08)         | Mecca                      | 45                                     | 55                                | Ta Ha                      | v. 1               | - Sự dẫn dặt của Thiên chúa thông qua các nhà tiên tri. - Các chân lý cơ bản vốn có trong tất cả tôn giáo đều giống hệt nhau. - Câu chuyện về Moses. (câu 9-98) |
| 21  | Al-Anbiya      | Nhà tiên tri                                                                                      | 112 (07)         | Mecca                      | 73                                     | 65                                |                            | v. 48-91           | - Tính độc nhất, duy nhất và siêu việt của Thượng đế. - Tính liên tục và thống nhất nội tại của mọi mặc khải của Thượng đế - Những câu chuyện về các nhà tiên tri thời xưa. (câu 48-91) - Các tín đồ của mọi tôn giáo thuộc về một cộng đồng duy nhất. (câu 92)                                                                               |
| 22  | Al-Hajj        | Đại lễ Hajj                                                                                       | 78 (10)          | Medina                     | 103                                    | 107                               |                            | v. 25-38           | - Đại lễ Hajj ở Mecca và một số nghi lễ có liên kết với nó. (v. 25-38) |
| 23  | Al-Mu'minoon   | Những người có đức tin                                                                            | 118 (06)         | Mecca                      | 74                                     | 64                                |                            | v. 1               | - Niềm tin thật. - Các bằng chứng về sự tồn tại của một đấng Tạo Hóa toàn năng và trách nhiệm cuối cùng của con người trước mặt Ngài. - Sự thống nhất của tất cả các cộng đồng tôn giáo bị phá vỡ bởi con người có quyền thế ích kỷ, tham lam. (câu 52-53) - Việc không thể tin vào Thượng đế, mà không tin vào cuộc sống sau khi chết.       |
| 24  | An-Nour        | Ánh sáng                                                                                          | 64 (09)          | Medina                     | 102                                    | 105                               |                            | v. 35              | - Quan hệ lẫn nhau và quy tắc đạo đức giữa người đàn ông và phụ nữ. - Dụ ngôn thần bí về "ánh sáng của thượng đế)"("Ayat an-Nur"). (câu 35) |
| 25  | Al-Furqan      | Tiêu chuẩn phân biệt                                                                              | 77 (06)          | Mecca                      | 42                                     | 66                                |                            | câu 1              | - Mục đích của mọi mặc khải của Thượng đế là để cung cấp một tiêu chuẩn ổn định của đúng và sai. - Nhân cách của mỗi tông đồ được gửi xuống hạ giới bởi Thượng đế. (câu. 20) - Mặc khải của Thượng đế thuộc về hành động sáng tạo của Thượng đế.                                                                                              |
| 26  | Ash-Shu'ara    | Các thi sĩ                                                                                        | 227 (11)         | Mecca                      | 47                                     | 56                                | Ta Sin Mim                 | câu 224            | - Điểm yếu của con người, điều khiến họ từ chối thông điệp, sự tôn sùng và sự giàu có của Thượng đế vv. |
| 27  | An-Naml        | Con kiến                                                                                          | 93 (07)          | Mecca                      | 48                                     | 68                                | Ta Sin                     | câu 18             | - Truyền thuyến về vua Solomon và Nữ vương xứ Sheba. |
| 28  | Al-Qasas       | Câu chuyện kể                                                                                     | 88 (09)          | Mecca                      | 49                                     | 79 Ta Sin Mim                     |                            | câu 25             | - Khía cạnh của con người về cuộc đời của Moses. |
| 29  | Al-Ankabut     | Con nhện                                                                                          | 69 (07)          | Mecca                      | 85                                     | 81                                | Alif Lam Mim               | câu 41             | - Dụ ngôn về 'ngôi nhà của nhện', một biểu tượng của niềm tin sai lầm, được xem là bị thổi bay đi bởi những cơn gió của sự thật. (câu 41) |
| 30  | Ar-Roum        | Những người La Mã                                                                                 | 60 (06)          | Mecca                      | 84                                     | 74                                | Alif Lam Mim               | câu 1              | - Predictions of the near victory of the Byzantines [over the Persians] and the Battle of Badr (2 A.H.). (câu 1-7) - Khả năng của Thượng đế làm cho người chết sống lại và sự thiếu hiểu biết của người dân về điều này. |
| 31  | Luqman         | Luqman                                                                                            | 34               | Mecca                      | 57                                     | 82                                | Alif Lam Mim               | câu 12-19          | - Câu chuyện về Luqman, một nhà hiền triết huyền thoại và cũng là cố vấn con trai của ông. (câu 12-19) |
| 32  | As-Sajda       | Sự phủ phục                                                                                       | 30               | Mecca                      | 75                                     | 70                                | Alif Lam Mim               | v. 15              | - Sự sáng tạo của Thượng đế. - Mặc khải của Thiên Chúa và chấp nhận hay từ chối của con người. - Ngày Phán Xét. |
| 33  | Al-Ahzab       | Liên quân                                                                                         | 73               | Medina                     | 90                                     | 103                               |                            | câu 9-27           | - Chiến tranh của các Liên minh (5 A.H.). (câu 9-27) - Quann hệ giữa Muhammad và gia đình ngài. |
| 34  | Saba           | Sheba                                                                                             | 54               | Mecca                      | 58                                     | 85                                |                            | v. 15-20           | - Sự vô nghĩa của những kiến thức tiếp cận với con người. (câu 9) - Câu chuyện của người dân xứ Sheba, là một ví dụ về sự vô thường về nguồn nhân lực, sự giàu có và vinh quang. (câu 15-20) - Luôn luôn có ý thức về Thượng đế. (câu 46) |
| 35  | Fatir          | Đấng Sáng tạo                                                                                     | 45               | Mecca                      | 43                                     | 86                                |                            | v. 1               | - Quyền năng Thiên Chúa để tạo và hồi sinh. - Mạc khải Thượng đế sẽ được thông qua các tiên tri. |
| 36  | Yaseen         | Yaseen                                                                                            | 83               | Mecca                      | 41                                     | 60                                | Ya Sin                     | v. 1               | - Đạo đức trách nhiệm của một người dand ông, sự sống lại và sự phán xét của Đức Chúa Trời. |
| 37  | As-Saffat      | Các vị đứng xếp hàng                                                                              | 182              | Mecca                      | 56                                     | 50                                |                            | câu 1              | - Sự sống lại và sự chắc chắn rằng tất cả mọi người sẽ phải trả lời trước Thượng đế. - Nhu cầu liên tục của con người về sự hướng dẫn của các nhà tiên tri. - Câu chuyện về các nhà tiên tri thời kỳ đâu. (câu 75-148) |
| 38  | Sad            | Sad                                                                                               | 88               | Mecca                      | 38                                     | 59                                | Sad                        | v. 1               | - Divine guidance and its rejection by those who are lost in fast pride. |
| 39  | Az-Zumar       | The Crowds, The Troops, Throngs                                                                   | 75               | Meccan                     | 59                                     | 80                                |                            | v. 71, 73          | - The evidence of the existence and oneness of God in all manifestations of nature. - God forgives all sins to him who repents before his death. - Allegories of the Last Hour and the Day of Judgment. |
| 40  | Ghafir         | The Forgiver (God), Forgiving                                                                     | 85               | Meccan                     | 60                                     | 78                                | Ha Mim                     | v. 3               | - Man’s false pride, worship of false values (wealth, power etc.) and his denial of divine guidance. - Stories of earlier prophets. |
| 41  | Fussilat       | Expounded, Explained In Detail, Clearly Spelled Out                                               | 54               | Meccan                     | 61                                     | 71                                | Ha Mim                     | v. 3               | - Man’s acceptance or rejection of divine revelation. |
| 42  | Ash-Shura      | The Consultation                                                                                  | 53               | Meccan                     | 62                                     | 83                                | Ha Mim 'Ayn Sin Qaf        | v. 36              | - God is undefinable and unfathomable. (v. 11, 16) - All prophets taught the oneness of God, so all believers of all ‘denominations’ should see themselves as ‘one single community’. (v. 13, 15) - The law of cause and effect: In the life to come man will only harvest ‘what his own hands have wrought’ in this world.                   |
| 43  | Az-Zukhruf     | The Gold Adornments, The Ornaments of Gold, Luxury, Gold                                          | 89               | Meccan                     | 63                                     | 61                                | Ha Mim                     | v. 35              | - To equal anyone or anything with God is sprititually destructive and logically unacceptable. - People’s blind adherence to the faith of their forefathers. (v. 22-23) |
| 44  | Ad-Dukhan      | The Smoke                                                                                         | 59               | Meccan                     | 64                                     | 53                                | Ha Mim                     | v. 10              | - Through revelation worldly pride is eventually brought to naught. |
| 45  | Al-Jathiya     | The Kneeling Down, Crouching                                                                      | 37               | Meccan                     | 65                                     | 72                                | Ha Mim                     | v. 28              | - The humility with which all human beings will face their final judgment on resurrection. (v. 28) |
| 46  | Al-Ahqaf       | Winding Sand-tracts, The Dunes, The Sand-Dunes                                                    | 35               | Meccan                     | 66                                     | 88                                | Ha Mim                     | v. 21              | |
| 47  | Muhammad       | Muhammad                                                                                          | 38               | Medinan                    | 95                                     | 96                                |                            | v. 2               | - Fighting (qital) in God’s cause. |
| 48  | Al-Fath        | The Victory, Conquest                                                                             | 29               | Medinan                    | 111                                    | 108                               |                            | v. 1               | - The Truce of Hudaybiyyah (6 A.H.). |
| 49  | Al-Hujurat     | The Private Apartments, The Inner Apartments                                                      | 18               | Medinan                    | 106                                    | 112                               |                            | v. 4               | - Social ethics. - Reverence to the Prophet and the righteous leaders after him. - The brotherhood of all believers and all mankind. (v. 10, 13) - The difference between true faith and outward observance of religious formalities. (v. 14 ff.)                                                                                             |
| 50  | Qaf            | Qaf                                                                                               | 45               | Meccan                     | 34                                     | 54                                | Qaf                        | v. 1               | - Death and resurrection. - God is closer to man than his neck-vein. (v. 16) |
| 51  | Adh-Dhariyat   | The Wind That Scatter, The Winnowing Winds, The Dust-Scattering Winds                             | 60               | Meccan                     | 67                                     | 39                                |                            | v. 1               | |
| 52  | At-Tour        | The Mount, Mount Sinai                                                                            | 49               | Meccan                     | 76                                     | 40                                |                            | v. 1               | |
| 53  | An-Najm        | The Star, The Unfolding                                                                           | 62               | Meccan                     | 23                                     | 28                                |                            | v. 1               | - Muhammad’s mystic experience of an ascension to heaven (Mi’raj, including his vision of the Sidrat al-Muntaha, the Lote-Tree of the Extremity). (v. 13-18) |
| 54  | Al-Qamar       | The Moon                                                                                          | 55               | Meccan                     | 37                                     | 49                                |                            | v. 1               | |
| 55  | Ar-Rahman      | The Most Merciful, The Most Gracious                                                              | 78               | Medinan                    | 97                                     | 43                                |                            | v. 1               | - Everything will pass away, except the face of God. (v. 26-27) - Description of paradise. (v. 46-78) |
| 56  | Al-Waqi'a      | The Inevitable, The Event, That Which Must Come to Pass                                           | 96               | Meccan                     | 46                                     | 41                                |                            | v. 1               | |
| 57  | Al-Hadeed      | The Iron                                                                                          | 29               | Medinan                    | 94                                     | 99                                |                            | v. 25              | |
| 58  | Al-Mujadila    | The Pleading, The Pleading Woman                                                                  | 22               | Medinan                    | 105                                    | 106                               |                            | v. 1               | - Divorce. - Faith and denial. - Hypocrisy. - The attitude believers should have toward non-believers. |
| 59  | Al-Hashr       | The Mustering, The Gathering, Exile, Banishment                                                   | 24               | Medinan                    | 101                                    | 102                               |                            | v. 2               | - The conflict between the Muslim coummunity and the Jewish tribe of Banu’n-Nadir of Medina. |
| 60  | Al-Mumtahana   | The Examined One, She That Is To Be Examined                                                      | 13               | Medinan                    | 91                                     | 110                               |                            | v. 10              | - The believers’ relations with unbelievers. |
| 61  | As-Saff        | The Ranks, Battle Array                                                                           | 14               | Medinan                    | 109                                    | 98                                |                            | v. 4               | - A call to unity between professed belief and actual behaviour. |
| 62  | Al-Jumu'aa     | The Congregation, Friday                                                                          | 11               | Medinan                    | 110                                    | 94                                |                            | v. 9-10            | - Obligatory congregational prayer on Friday. |
| 63  | Al-Munafiqoun  | The Hypocrites                                                                                    | 11               | Medinan                    | 104                                    | 104                               |                            | Toàn bộ Surah      | - Hypocrisy. |
| 64  | At-Taghabun    | The Cheating, The Mutual Disillusion, The Mutual Loss and Gain, Loss and Gain                     | 18 (02)          | Medinan                    | 108                                    | 93                                |                            | v. 9               | |
| 65  | At-Talaq       | Divorce                                                                                           | 12 (02)          | Medinan                    | 99                                     | 101                               |                            | Toàn bộ Surah      | - Divorce (waiting period, remarriage). |
| 66  | At-Tahreem     | The Prohibition                                                                                   | 12 (02)          | Medinan                    | 107                                    | 109                               |                            | v. 1               | - Certain aspects of Muhammad’s personal and family life. |
| 67  | Al-Mulk        | The Dominion, Sovereignty, Control                                                                | 30 (02)          | Meccan                     | 77                                     | 63                                |                            | v. 1               | - Man’s inability to understand the mysteries of the universe, and his dependence on guidance through divine revelation. |
| 68  | Al-Qalam       | The Pen                                                                                           | 52 (02)          | Meccan                     | 2                                      | 18                                | Nun                        | v. 1               | |
| 69  | Al-Haqqa       | The Sure Reality, The Laying-Bare of the Truth                                                    | 52 (02)          | Meccan                     | 78                                     | 38                                |                            | v. 1               | |
| 70  | Al-Ma'aarij    | The Ways of Ascent, The Ascending Stairways                                                       | 44 (02)          | Meccan                     | 79                                     | 42                                |                            | v. 3               | - The unwillingness to believe, caused by the restlessness inherent in human nature. |
| 71  | Nouh           | Noah                                                                                              | 28 (02)          | Meccan                     | 71                                     | 51                                |                            | Toàn bộ Surah      | - The story of Noah. - The struggle against blind materialism and the lack of spiritual values. |
| 72  | Al-Jinn        | The Spirits, The Unseen Beings                                                                    | 28 (02)          | Meccan                     | 40                                     | 62                                |                            | v. 1               | |
| 73  | Al-Muzzammil   | The Enfolded One, The Enshrouded One, Bundled Up, The Enwrapped One                               | 20 (02)          | Meccan                     | 3                                      | 23                                |                            | v. 1               | |
| 74  | Al-Muddathir   | The One Wrapped Up, The Cloaked One, The Man Wearing A Cloak, The Enfolded One                    | 56 (02)          | Meccan                     | 4                                      | 2                                 |                            | v. 1               | - This short early surah outlines almost all fundamental Qur'anic concepts. |
| 75  | Al-Qiyama      | Resurrection, The Day of Resurrection, Rising Of The Dead                                         | 40 (02)          | Meccan                     | 31                                     | 36                                |                            | v. 1               | - The concept of resurrection. |
| 76  | Al-Insan       | The Human, Man                                                                                    | 31 (02)          | Medinan                    | 98                                     | 52                                |                            | v. 1               | |
| 77  | Al-Mursalat    | Those Sent Forth, The Emissaries, Winds Sent Forth                                                | 50 (02)          | Meccan                     | 33                                     | 32                                |                            | v. 1               | - The gradual revelation of the Qur'an. |
| 78  | An-Naba'       | The Great News, The Announcement, The Tiding                                                      | 40 (02)          | Meccan                     | 80                                     | 33                                |                            | v. 2               | - Life after death. - Resurrection and God’s ultimate judgment. |
| 79  | An-Nazi'at     | Those Who Tear Out, Those Who Drag Forth, Soul-snatchers, Those That Rise                         | 46 (02)          | Meccan                     | 81                                     | 31                                |                            | v. 1               | |
| 80  | Abasa          | He Frowned                                                                                        | 42 (01)          | Meccan                     | 24                                     | 17                                |                            | v. 1               | |
| 81  | At-Takweer     | The Folding Up, The Overthrowing, Shrouding in Darkness                                           | 29 (01)          | Meccan                     | 7                                      | 27                                |                            | v. 1               | - The Last Hour and man’s resurrection. |
| 82  | Al-Infitar     | The Cleaving Asunder, Bursting Apart                                                              | 19 (01)          | Meccan                     | 82                                     | 26                                |                            | v. 1               | |
| 83  | Al-Mutaffifeen | The Dealers in Fraud, Defrauding, The Cheats, Those Who Give Short Measure                        | 36 (01)          | Meccan                     | 86                                     | 37                                |                            | v. 1               | |
| 84  | Al-Inshiqaq    | The Rending Asunder, The Sundering, Splitting Open, The Splitting Asunder                         | 25 (01)          | Meccan                     | 83                                     | 29                                |                            | v. 1               | |
| 85  | Al-Burooj      | The Mansions Of The Stars, Constellations, The Great Constellations                               | 22 (01)          | Meccan                     | 27                                     | 22                                |                            | v. 1               | |
| 86  | At-Tariq       | The Night-Visitant, The Morning Star, The Nightcomer, That Which Comes in the Night               | 17 (01)          | Meccan                     | 36                                     | 15                                |                            | v. 1               | |
| 87  | Al-A'la        | The Most High, The All-Highest, Glory To Your Lord In The Highest                                 | 19 (01)          | Meccan                     | 8                                      | 19                                |                            | v. 1               | |
| 88  | Al-Ghashiyah   | The Overwhelming Event, The Overshadowing Event, The Pall                                         | 26 (01)          | Meccan                     | 68                                     | 34                                |                            | v. 1               | |
| 89  | Al-Fajr        | The Break of Day, The Daybreak, The Dawn                                                          | 30 (01)          | Meccan                     | 10                                     | 35                                |                            | v. 1               | |
| 90  | Al-Balad       | The City, The Land                                                                                | 20 (01)          | Meccan                     | 35                                     | 11                                |                            | v. 1               | |
| 91  | Ash-Shams      | The Sun                                                                                           | 15 (01)          | Meccan                     | 26                                     | 16                                |                            | v. 1               | |
| 92  | Al-Lail        | The Night                                                                                         | 21 (01)          | Meccan                     | 9                                      | 10                                |                            | v. 1               | |
| 93  | Ad-Dhuha       | The Glorious Morning Light, The Forenoon, Morning Hours, Morning Bright, The Bright Morning Hours | 11 (01)          | Meccan                     | 11                                     | 13                                |                            | v. 1               | - Man’s suffering and God’s justice. - A message of hope and consolation is given to man from Allah's past mercies. - Man is bidden to pursue the path of goodness and proclaim the bounties of Allah. |
| 94  | Al-Inshirah    | The Expansion of Breast, Solace, Consolation, Relief, Patient, The Opening-Up of the Heart        | 8 (01)           | Meccan                     | 12                                     | 12                                |                            | v. 1               | |
| 95  | At-Teen        | The Fig Tree, The Fig                                                                             | 8 (01)           | Meccan                     | 28                                     | 20                                |                            | v. 1               | - A fundamental moral verity, common to all true religious teachings. |
| 96  | Al-Alaq        | The Clinging Clot, Clot of Blood, The Germ-Cell                                                   | 19 (01)          | Meccan                     | 1                                      | 1                                 |                            | v. 2               | - The first five verses revealed to Muhammad. (v. 1-5) |
| 97  | Al-Qadr        | The Night of Honor, The Night of Decree, Power, Fate, Destiny                                     | 5 (01)           | Meccan                     | 25                                     | 14                                |                            | v. 1               | |
| 98  | Al-Bayyina     | The Clear Evidence, The Evidence of the Truth                                                     | 8 (01)           | Medinan                    | 100                                    | 92                                |                            | v. 1               | |
| 99  | Az-Zalzala     | The Earthquake                                                                                    | 8 (01)           | Medinan                    | 93                                     | 25                                |                            | v. 1               | |
| 100 | Al-Adiyat      | The Courser, The Chargers, The War Horse                                                          | 11 (01)          | Meccan                     | 14                                     | 30                                |                            | v. 1               | |
| 101 | Al-Qaria       | The Striking Hour, The Great Calamity, The Stunning Blow, The Sudden Calamity                     | 11 (01)          | Meccan                     | 30                                     | 24                                |                            | v. 1               | |
| 102 | At-Takathur    | The Piling Up, Rivalry in World Increase, Competition, Greed for More and More                    | 8 (01)           | Meccan                     | 16                                     | 8                                 |                            | v. 1               | - Man’s greed and tendencies. |
| 103 | Al-Asr         | The Time, The Declining Day, The Epoch, The Flight of Time                                        | 3 (01)           | Meccan                     | 13                                     | 21                                |                            | v. 1               | |
| 104 | Al-Humaza      | The Scandalmonger, The Traducer, The Gossipmonger, The Slanderer                                  | 9 (01)           | Meccan                     | 32                                     | 6                                 |                            | v. 1               | |
| 105 | Al-Feel        | The Elephant                                                                                      | 5 (01)           | Meccan                     | 19                                     | 9                                 |                            | v. 1               | - The Abyssinian attack against Mecca in the year 570 CE, the Year of the Elephant. |
| 106 | Quraysh        | Quraysh                                                                                           | 4 (01)           | Meccan                     | 29                                     | 4                                 |                            | v. 1               | - The Quraysh, custodians of the Kaaba, should be thankful to God for protecting them from hunger and danger. |
| 107 | Al-Maa'oun     | The Neighbourly Assistance, Small Kindnesses, Almsgiving, Assistance                              | 7 (01)           | Meccan                     | 17                                     | 7                                 |                            | v. 7               | - The meaning of true worship through sincere devotion and helping those in need. |
| 108 | Al-Kawthar     | Abundance, Plenty, Good in Abundance                                                              | 3 (01)           | Meccan                     | 15                                     | 5                                 |                            | v. 1               | - Spiritual riches through devotion and sacrifice. - Hatred results in the cutting off of all hope. |
| 109 | Al-Kafiroun    | The Disbelievers, The Kafirs, Those Who Deny the Truth                                            | 6 (01)           | Meccan                     | 18                                     | 45                                |                            | v. 1               | - The correct attitude towards those who reject faith. |
| 110 | An-Nasr        | The Help, Divine Support, Victory, Succour                                                        | 3 (01)           | Medinan                    | 114                                    | 111                               |                            | v. 1               | - The last complete surah revealed before Muhammad’s death. |
| 111 | Al-Masad       | The Plaited Rope, The Palm Fibre, The Twisted Strands                                             | 5 (01)           | Meccan                     | 6                                      | 3                                 |                            | v. 5               | - The hostility of Muhammad’s uncle Abu Lahab. |
| 112 | Al-Ikhlas      | Purity of Faith, The Fidelity, The Declaration of [God's] Perfection                              | 4 (01)           | Meccan                     | 22                                     | 44                                |                            |                    | - The oneness of God. |
| 113 | Al-Falaq       | The Daybreak, Dawn, The Rising Dawn                                                               | 5 (05)           | Meccan                     | 20                                     | 46                                |                            | v. 1               | - Seek refuge in God from evil of others. |
| 114 | Al-Nas         | Mankind, Men                                                                                      | 6 (01)           | Meccan                     | 21                                     | 47                                |                            | v. 1               | - Trust in God's protection from temptations. |

## Trích dẫn
1. 1 2  Robinson, Neal (2003). Discovering the Qurʼan: A Contemporary Approach to a Veiled Text (PDF). Georgetown University Press. tr. 25–97. ISBN 1589010248.
2. ↑  Qran.org: Quran Verses in Chronological Order
3. ↑  Chronological Order of Quranic Surahs Lưu trữ ngày 13 tháng 1 năm 2018 tại Wayback Machine, by Kevin P. Edgecomb (2002).
4. 1 2 3 4 5 6 7 8 9 10 11 12 13 14 15 16 17 18 19 20 21 22 23 24 25 26 27 28 29 30 31 32 33 34 35 36 37 38 39 40 41 42 43 44 45 46 47 48 49 50 51 52 53 54 55 56 57 58 59 60 61 62 63 64 65 66 67 68 69 70 71 72 73 74 75 76 77 78 79 80 81 82 83 84 85 86 87 88 89 90 91 92 93 94 95 96 97 98 99 100 101 102 103 104 105 106 107 108 109 110 111 112 113 114 115 116 117 118 119 120 121 122 123 124 125 126 127 128 129 130 131 132 133 134 135 136 137 138 139 140 141 142 143 144 145 146 147 148 149 150 151 152 153 154 155 156 157 158 159 160 161 162 163 164 165 166 167 168 169 170 171 172 173 174 175 176 177 178 179 180 181 182 183 184 185 186 187 188 189 190 191 192 193 194 195 196 197 198 199 200 201 202 203 204 205 206 207 208 209 210 211 212 213 214 215 216 217 218 219 220 221 222 223 224 225 226 227 228 229 230 231 232 233 234 235 236 237 238 239 240 241 242  Asad 1980, Introduction to the Sura.
5. ↑  Peters, F.E. (1993). A Reader on Classical Islam. New Jersey: Princeton University Press. tr. 176–177. ISBN 9781400821181.
6. 1 2  Asad 1980, Footnote(s) to the verse(s).
7. ↑  Gwynne, Rosalind Ward (2014). Logic, Rhetoric and Legal Reasoning in the Qur'an: God's Arguments. Routledge Studies in the Qur'an. Routledge, UK. ISBN 1134345003. pp. 1-2.
8. 1 2 3 4 5 6 7 8 9 10 11 12  Ali, Abdullah Yusuf (1934). The Holy Qur'an: Text, Translation and Commentary. Introduction to the Sura.